# ロッテルダム
ロッテルダム（オランダ語: Rotterdam [ˌrɔtərˈdɑm] ( 音声ファイル) ロテルダム）は、オランダの南ホラント州にある基礎自治体（ヘメーンテ）。
オランダ国内でアムステルダムに次ぐ人口第2の都市であり、世界屈指の貿易港であるロッテルダム港を擁する。アムステルダムに比べて近代的な建築物が多い。

## 歴史

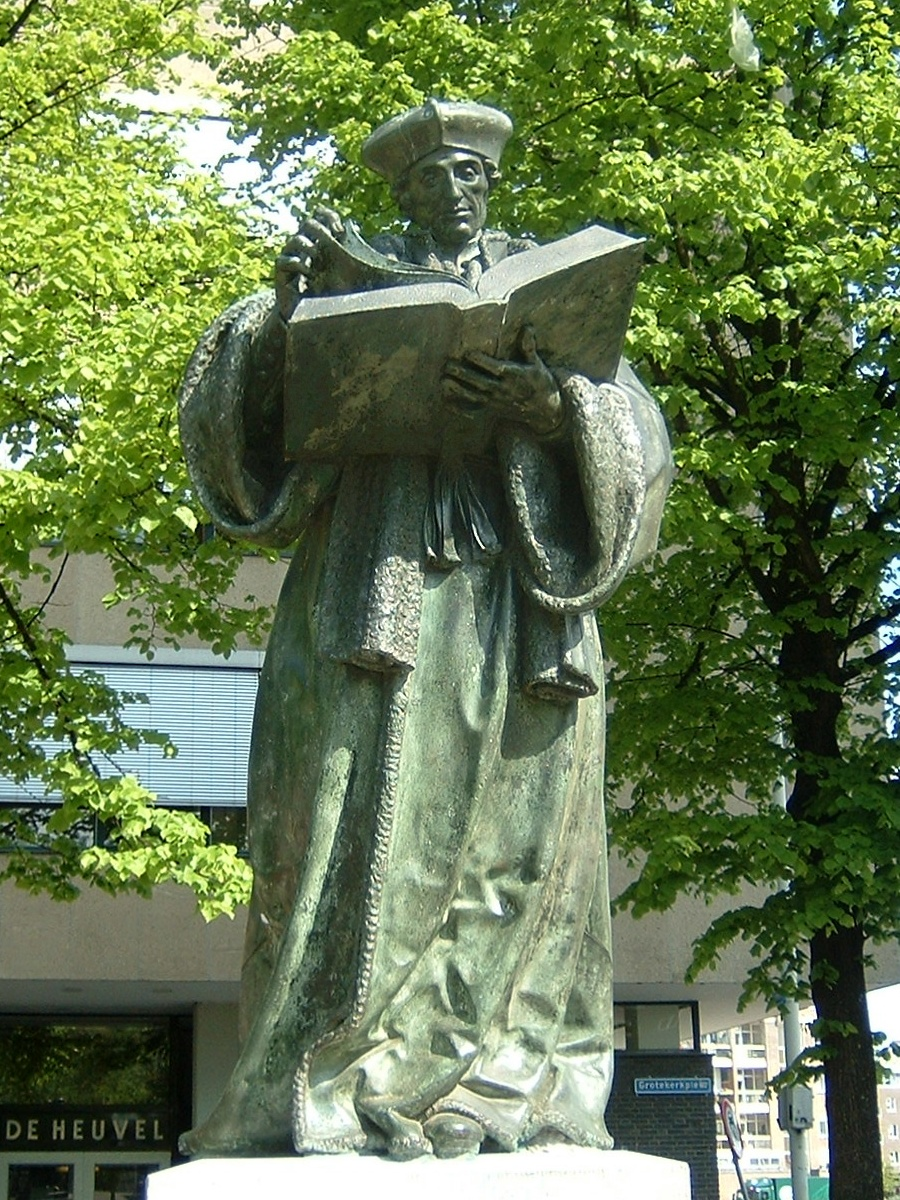
ロッテルダム 聖ローレンス教会の庭にあるエラスムス像

13世紀に成立した集落が起源であり、1328年に都市権を得た。16世紀ごろから港が発達し、港湾都市として大西洋貿易の隆盛とともに発展。1872年にはマース川河口に開通した新水路をさらに深削し、大型外航船が北海から直接入港することが可能となった。この運河の利用で拡大した貿易が、19世紀末のさらなる急速な経済発展につながり、アムステルダムに続く都市へと成長していった。
第二次世界大戦ではナチス・ドイツによる爆撃で旧市街と港はほとんど破壊され荒廃し、ドイツに降伏した。戦後は近代的な計画都市として海上交通を軸に復興を果たした。

## 地理
ライン川、マース川、スヘルデ川が北海へ注ぐデルタ地帯に発達した港湾都市。これらの川を通じて、ドイツ、ベルギー、フランス、スイスにまで、その後背地が広がっている。街自体は、マース川沿いに位置している。近隣の都市としては、約20キロ北西にハーグ、45キロ北東にユトレヒト、45キロ南東にブレダ、60キロ北のアムステルダムなどが挙げられる。

## 経済
1965年、ニューヨークを抜いて世界第一の貿易量を誇るようになり、2003年まで世界一の貨物取扱量を維持した。その後、2004年に上海港とシンガポール港に抜かれ、2010年代には、中国の諸都市、釜山、ドバイなどの後塵を拝するようになったが、欧州（及び米州）首位の座は維持している。
ドイツのルール工業地帯とライン川で結ばれていること、各国から欧州への輸出品の多くがこの地から荷揚げされていることも貢献している。主要産業は石油精製、造船、化学製品、金属製品、製糖。また、世界的な大企業ミッタル・スチール（現：アルセロール・ミッタル）とユニリーバの本社がある。

## 交通

### 港湾

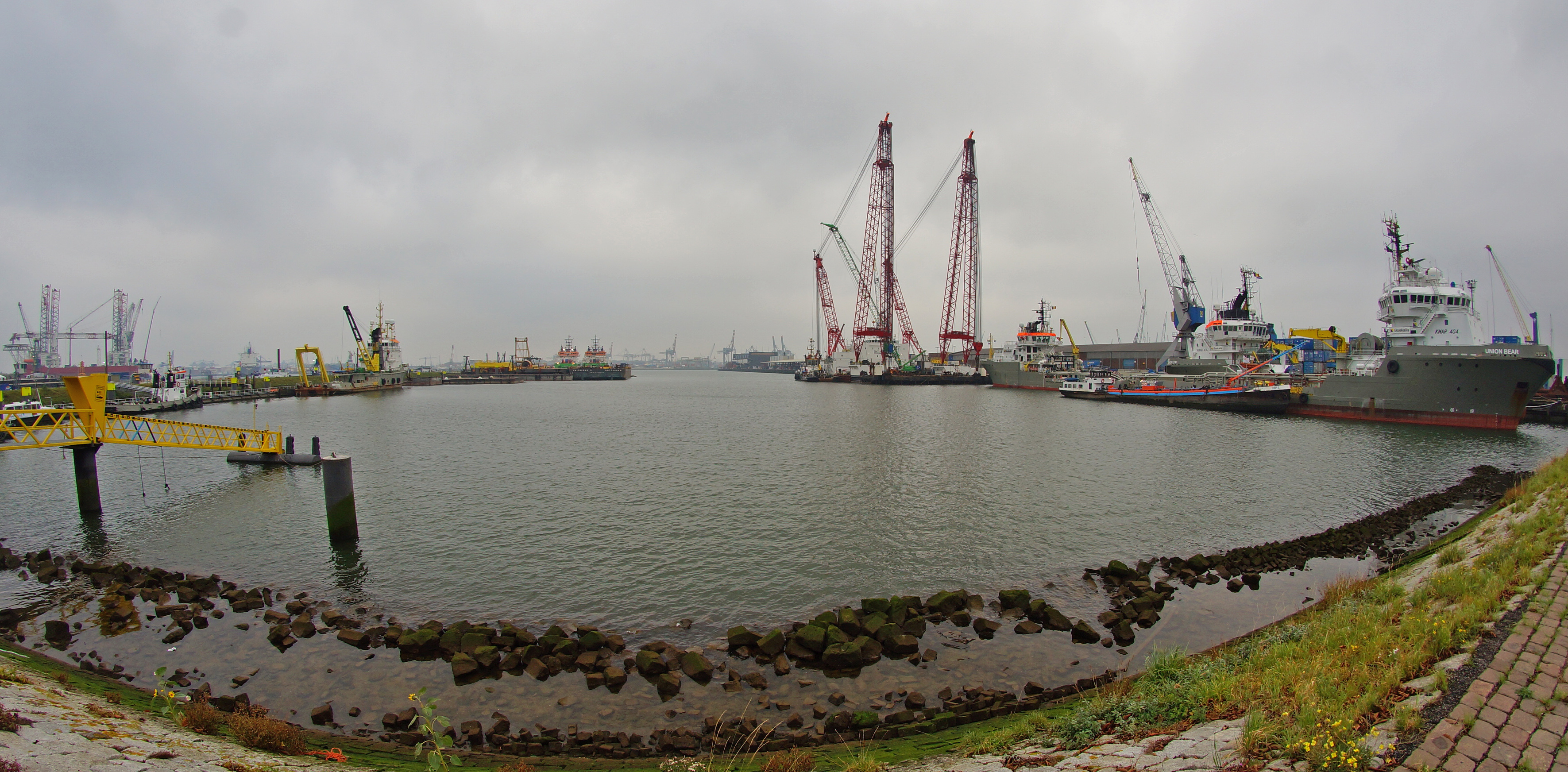
ロッテルダム港

欧州連合の海の玄関口とも言われるロッテルダム港（またの名をユーロポート）がライン川の河口のこの地に造られている。ライン川河口域を全て閉鎖して高潮から国土を守るデルタ計画においても、この港と北海を結ぶ航路はマエスラント可動堰により確保されている。

### 空港
空港は格安航空会社などが就航するロッテルダム空港が郊外にあるが、オランダの主要空港であるアムステルダム・スキポール空港へも鉄道で45分ほどで行くことが出来る。

### 鉄道
国内および近隣国各都市との間にロッテルダム中央駅よりオランダ鉄道（NS）が頻繁に列車を走らせており、パリ北駅へは高速列車タリスが、ベルギーのブリュッセルへはインターシティ（別称 ベネルクストレイン）が運行されている。また、デン・ハーグにはランドスタット鉄道エラスムス線で行くことも出来る。この路線は元はオランダ鉄道の路線であったが、2006年にLRT化されロッテルダム電鉄（RET）が運行している。市内交通はロッテルダム地下鉄やトラムが運行されている。

## 住民
ロッテルダムはオランダで外国人の割合が最も高い都市である。人口の52.9％はオランダ以外の出身であるか、少なくとも片親が国外出身である。ロッテルダムで外国人の最大出身国は旧オランダの植民地であったスリナムであり、ロッテルダム人口の8％を占める。2010年のイスラム教徒は8万人であり、人口の13％を占める。2009年から現職のアフメド・アバウアレブ市長はモロッコ系イスラム教徒である。同市にはオランダ最大のオランダ領アンティル人のコミュニティがあり、また市内にはチャイナタウンがある。在留する日本人も多い。

### ロッテルダム出身の人物
- フランツ・リヒテナウアー（英語版） - ロッテルダム商業会議所の事務総長（1930-40年代）[3]

## 文化
現代建築の例として、キューブハウスと称される個性的な形態をしたマンションが有名である。マンションの一室は公開されており、観光客も見学することができる。機能主義建築の傑作とされるファン・ネレ工場は、2014年にUNESCOの世界遺産リストに登録された。
世界最初の歩行者天国とも称されるラインバーン商店街では、約1キロに渡ってショッピング・ストリートが続いている。都市の中心部から自動車を締め出すという都市計画は、他の都市にも影響を与えた。また、ガバと呼ばれる音楽ジャンルの元となった「ロッテルダムテクノ」の発祥地としても知られる。
毎年の夏に夏のカーニバルが開催される。2023年にユネスコの無形文化遺産に登録された。

### 美術館やギャラリー
- ボイマンス・ヴァン・ベーニンゲン美術館 - あらゆる時代の重要な美術作品のコレクションがある
- クンストハル美術館 - 様々な展覧会を開催
- オランダ写真美術館(Nederlands Fotomuseum) - 豊富なコレクションと変化する展示
- Het Nieuwe Instituut – オランダおよび国際建築に関する展示会

## その他の美術館
- ロッテルダム海洋博物館（英語版）
- キューブハウス
- ロッテルダム民族学博物館（英語版）
- ロッテルダム博物館（ドイツ語版）

## スポーツ

### サッカー
ロッテルダムではサッカーが最も人気のスポーツであり、フェイエノールト、スパルタ・ロッテルダム、SBVエクセルシオールという3つのプロサッカークラブが存在している。中でもフェイエノールトはエールディヴィジ屈指の名門クラブとして知られており、かつては元サッカー日本代表の小野伸二や宮市亮も所属し、顕著な活躍をしていた。

### 野球・ソフトボール
オランダは野球・ソフトボールにおいてイタリアと共にヨーロッパにおける強豪国として知られている。ロッテルダムを拠点とするキュラソー・ネプテューヌスはオランダを代表する野球チームの1つである。

### その他の競技
この都市で開催されるロッテルダムマラソンは幅広く知られている。例年1月上旬に行われる自転車競技・トラックレースのロッテルダム6日間レースも人気が高い。さらに、男子プロテニスのABNアムロ世界テニス・トーナメントも開催されている。

## 国際関係

### 姉妹都市
| - ケルン、ドイツ、1958年 - エシュ＝シュル＝アルゼット、ルクセンブルク、1958年 - リール、フランス、1958年 - トリノ、イタリア、1958年 - リエージュ、ベルギー、1958年 - ブルガス、ブルガリア、1976年 - コンスタンツァ、ルーマニア、1976年 | - グダニスク、ポーランド、1977年 - 上海、中国、1979年 - ハバナ、キューバ、1983年 - サンクトペテルブルク、ロシア、1966年 - ボルティモア、アメリカ合衆国、1985年 - ドレスデン、ドイツ、1988年 - ブラチスラヴァ、スロバキア 1991年 - イスタンブール、トルコ共和国、2005年 |

### 友好都市
- キングストン・アポン・ハル(イギリス)(1936年～)[5]
- アントウェルペン(ベルギー)(1940年～)[5]
- バーゼル(スイス)(1945年～)[5]
- オスロ(ノルウェー)(1945年～)[5]
- デュースブルク(ドイツ)(1950年～)[5]
- ニュルンベルク(ドイツ)(1961年～)[5]
- ジャカルタ(インドネシア)(1983年～)[5]
- 大阪府(日本)(1984年～)[5]
- ブラチスラヴァ(スロバキア)(1991年～)[5]
- ブダペスト(ハンガリー)(1991年～)[5]
- ダーバン(南アフリカ)(1991年～)[5]
- プラハ(チェコ)(1991年～)[5]

### 姉妹港
- 神戸港（日本） - 1967年姉妹港提携
- 東京港（日本） - 1989年姉妹港提携
- シアトル港、アメリカ合衆国
- 釜山港、大韓民国

### その他
ロッテルダムに因んだ地名
- ニューヨーク州ロッテルダム(アメリカ合衆国)
- リンポポ州ロッテルダム(南アフリカ)

## ギャラリー

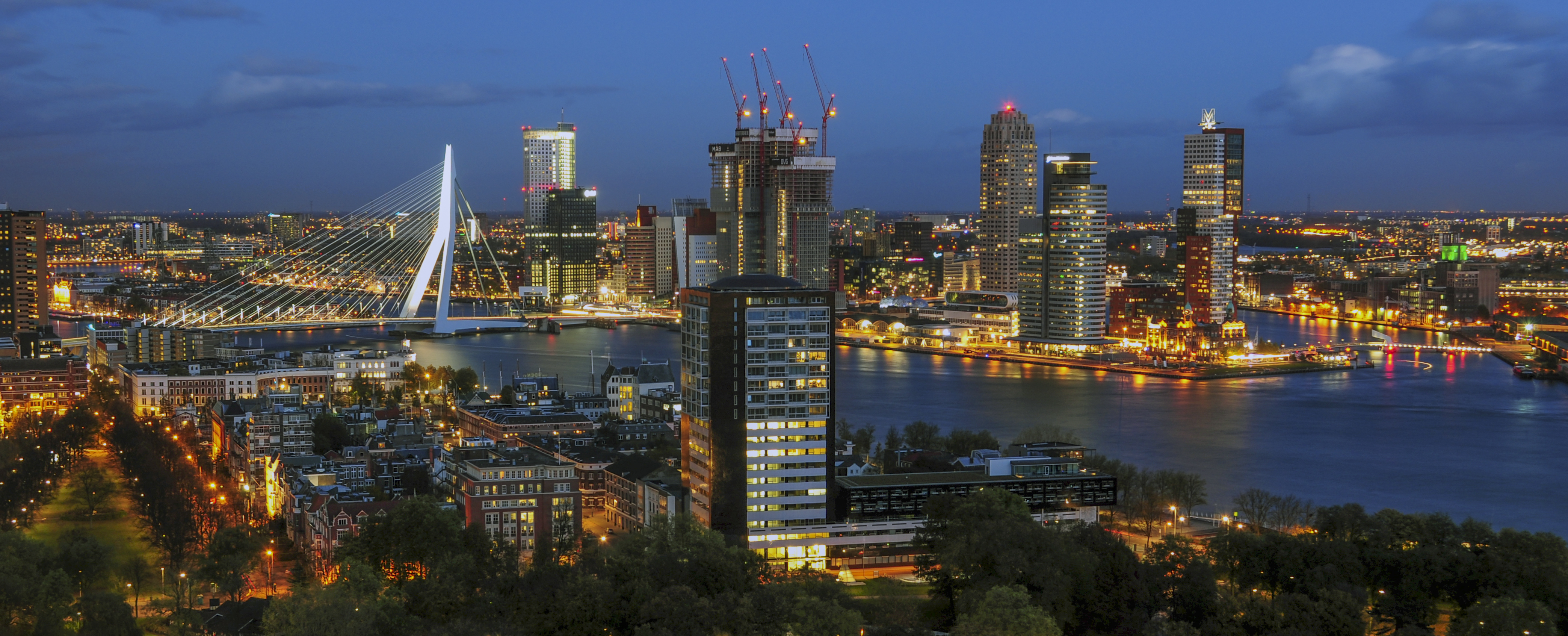
展望塔(ユーロマスト)から見たエラスムス橋
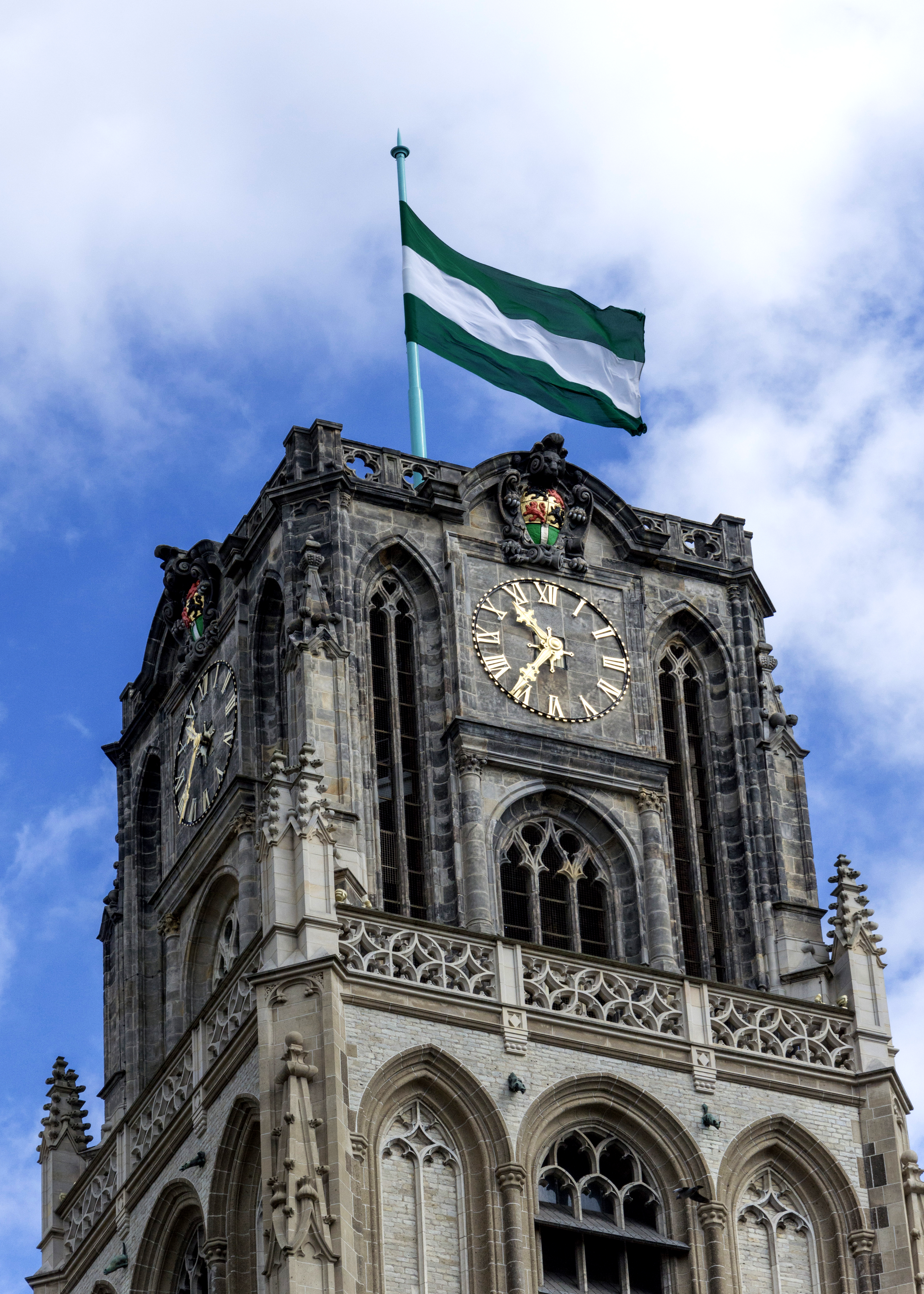
ロッテルダムのラウレンス教会
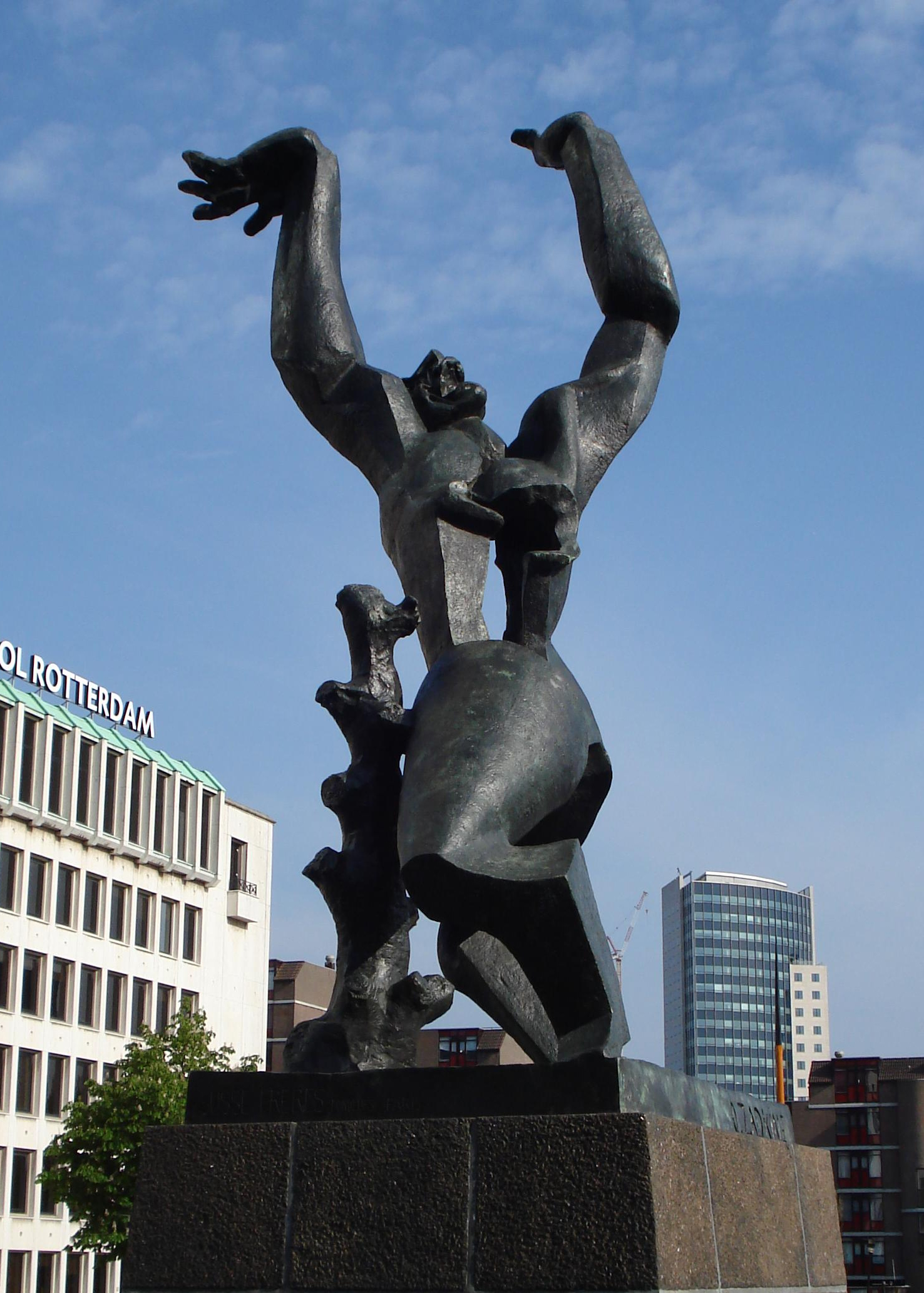
オシップ・ザッキンの「破壊された都市」のモニュメント。1940年5月ロッテルダム爆撃の記念碑
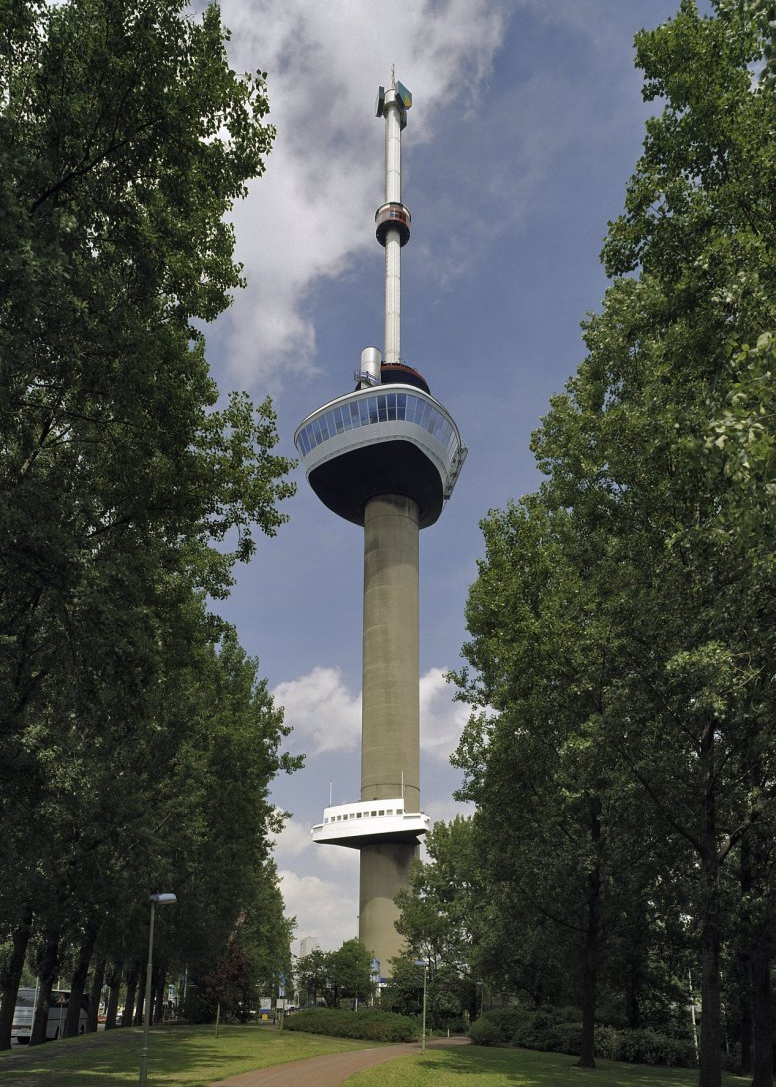
展望塔
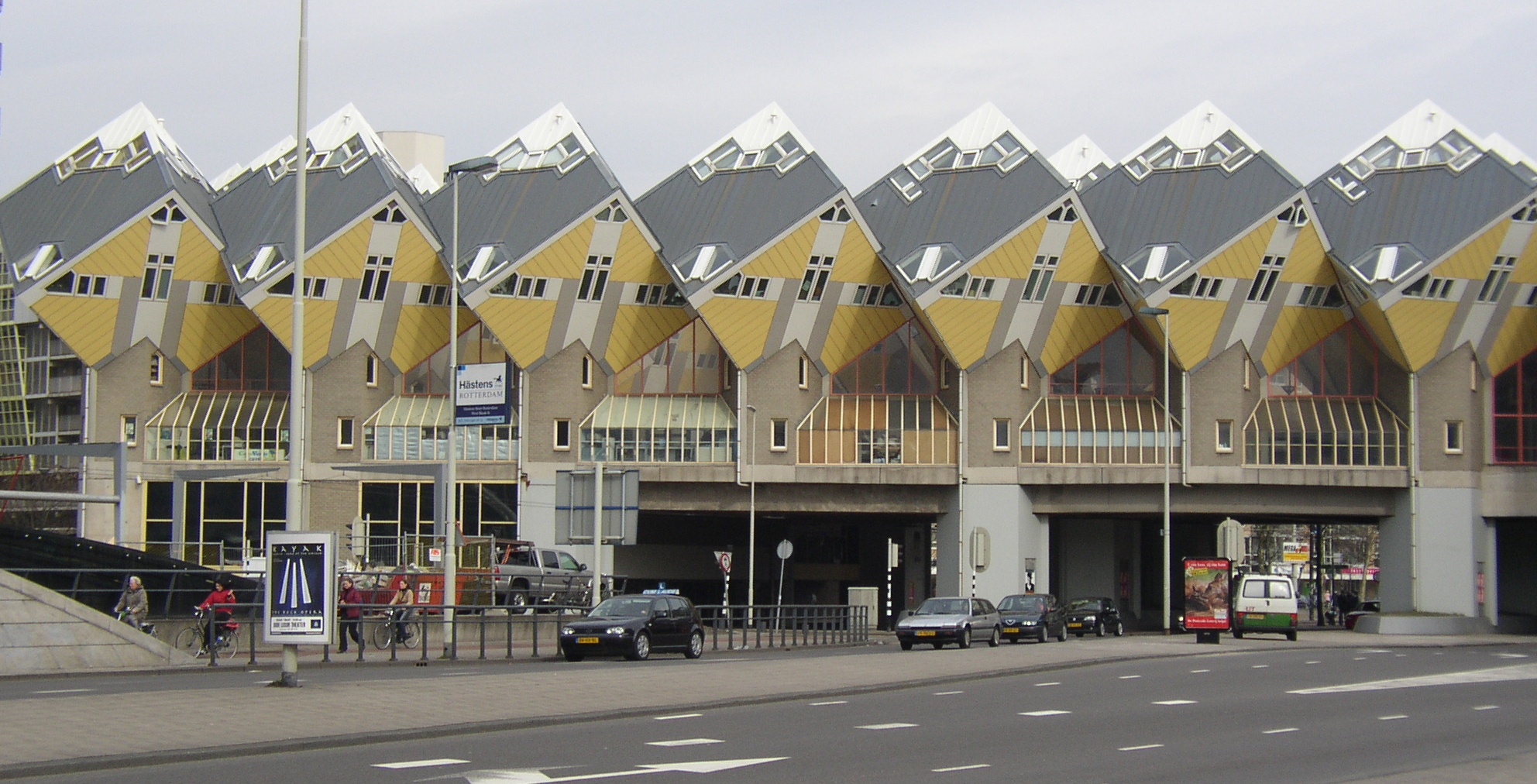
キュービックハウス
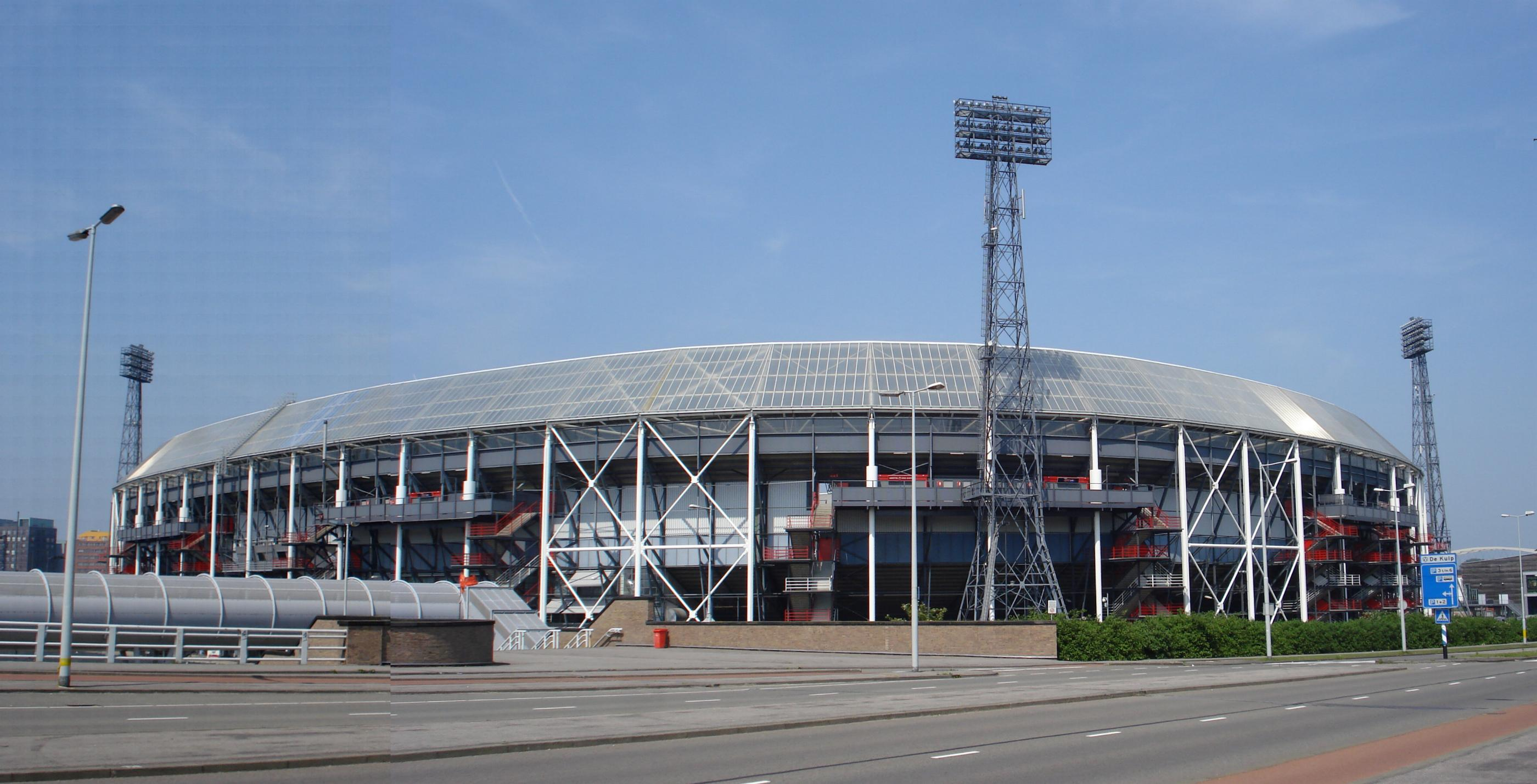
フェイエノールトスタジアム
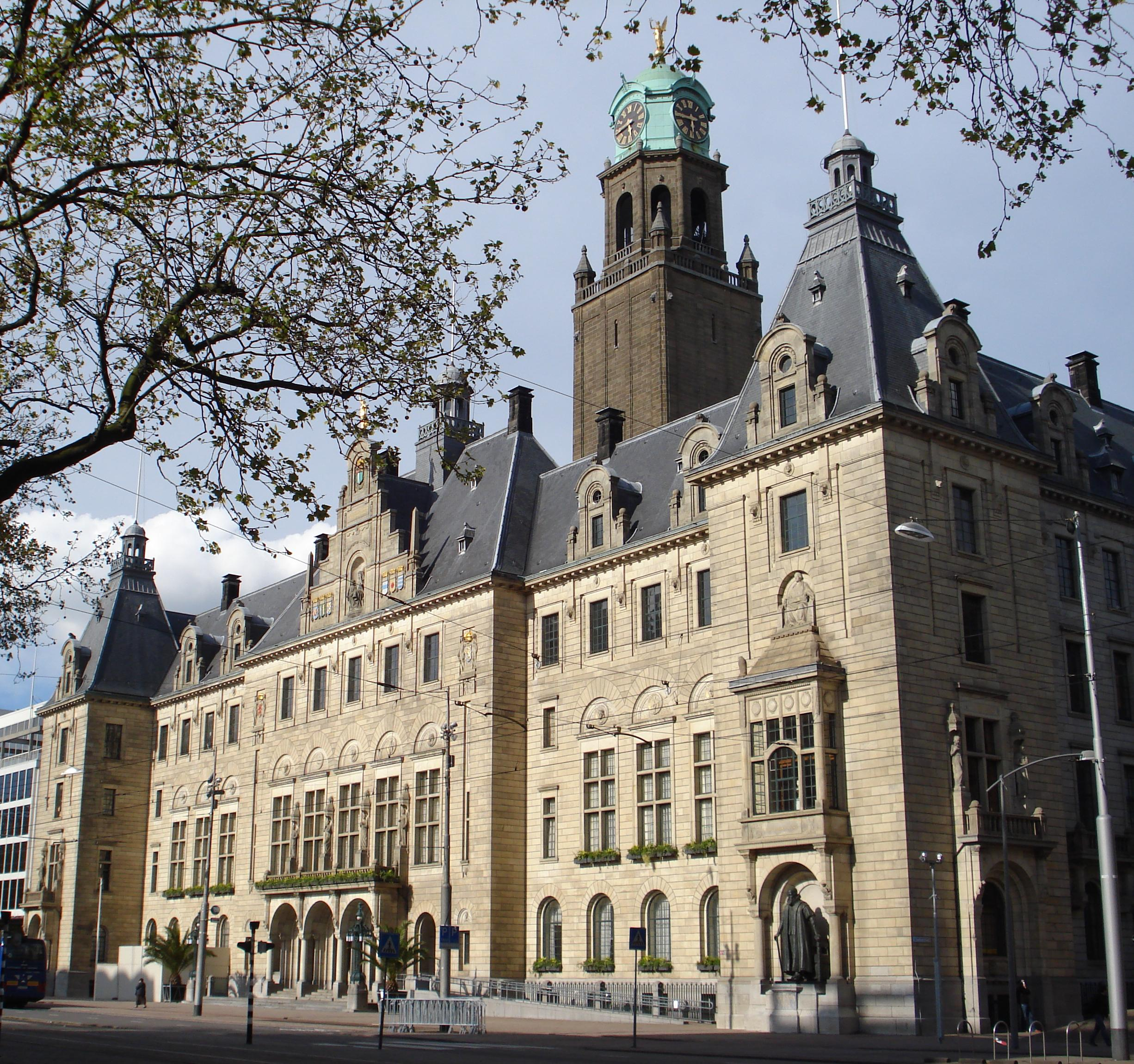
ロッテルダム市庁舎
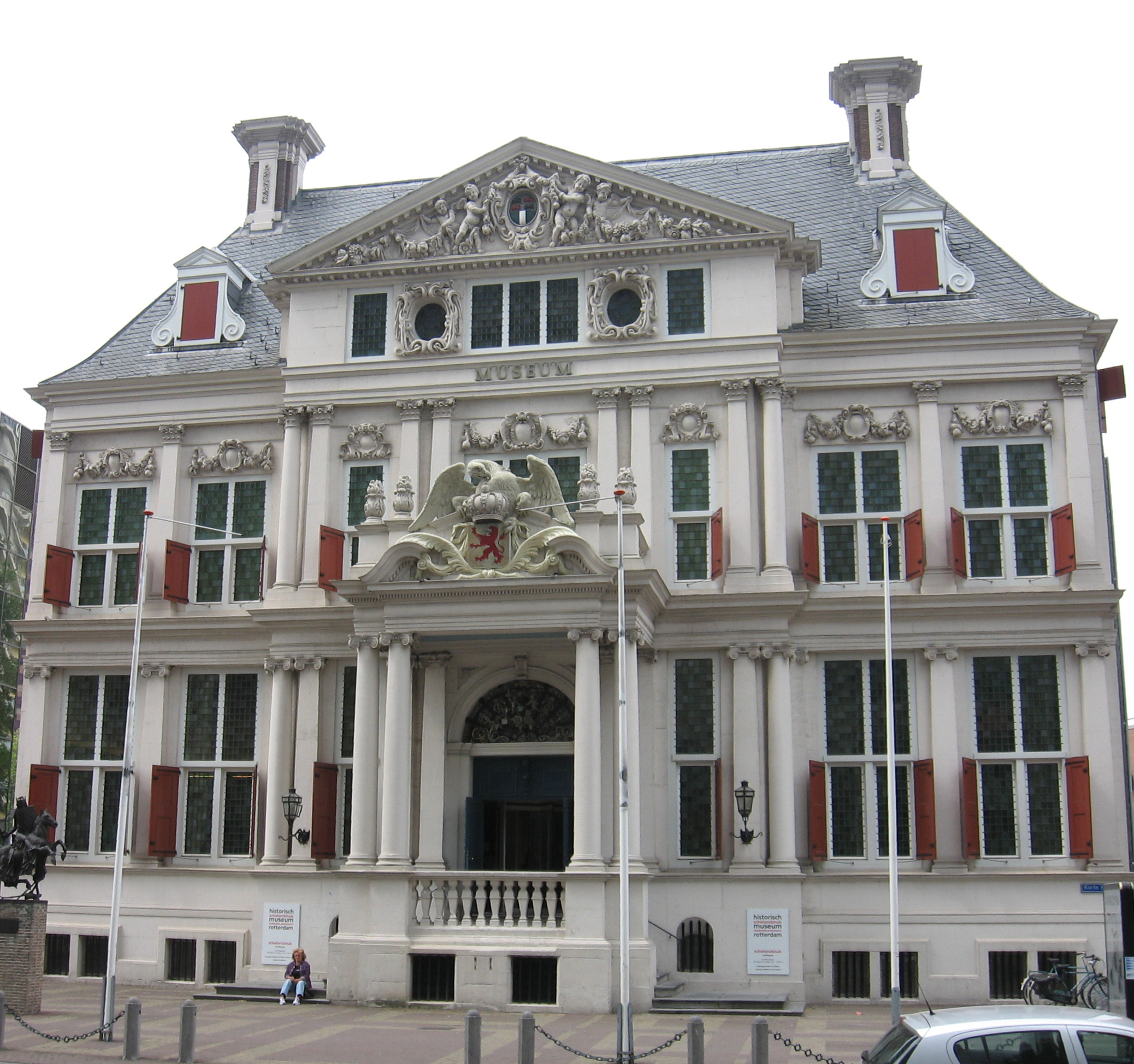
シーラントハウス
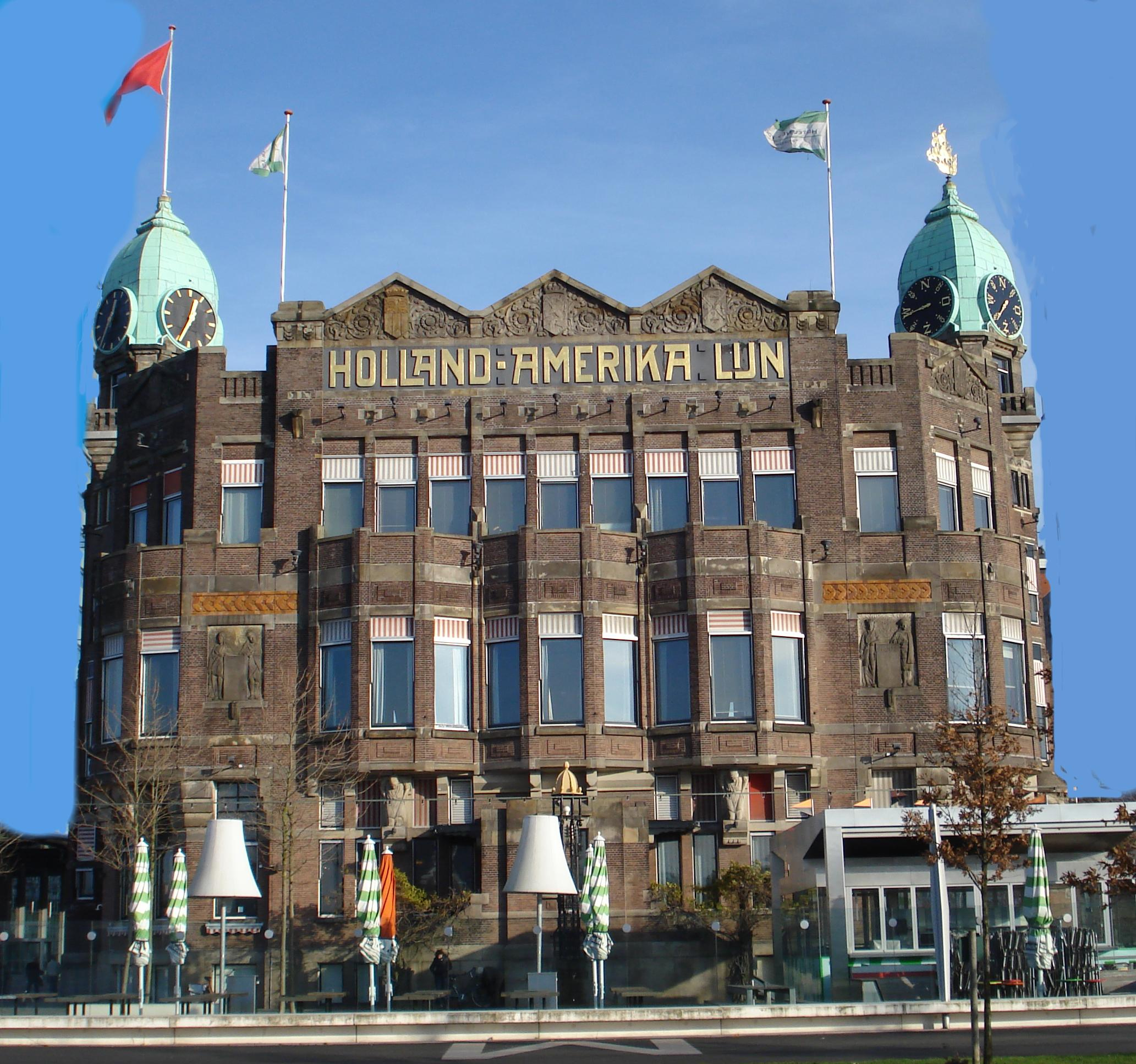
ロッテルダムのニューヨークホテル
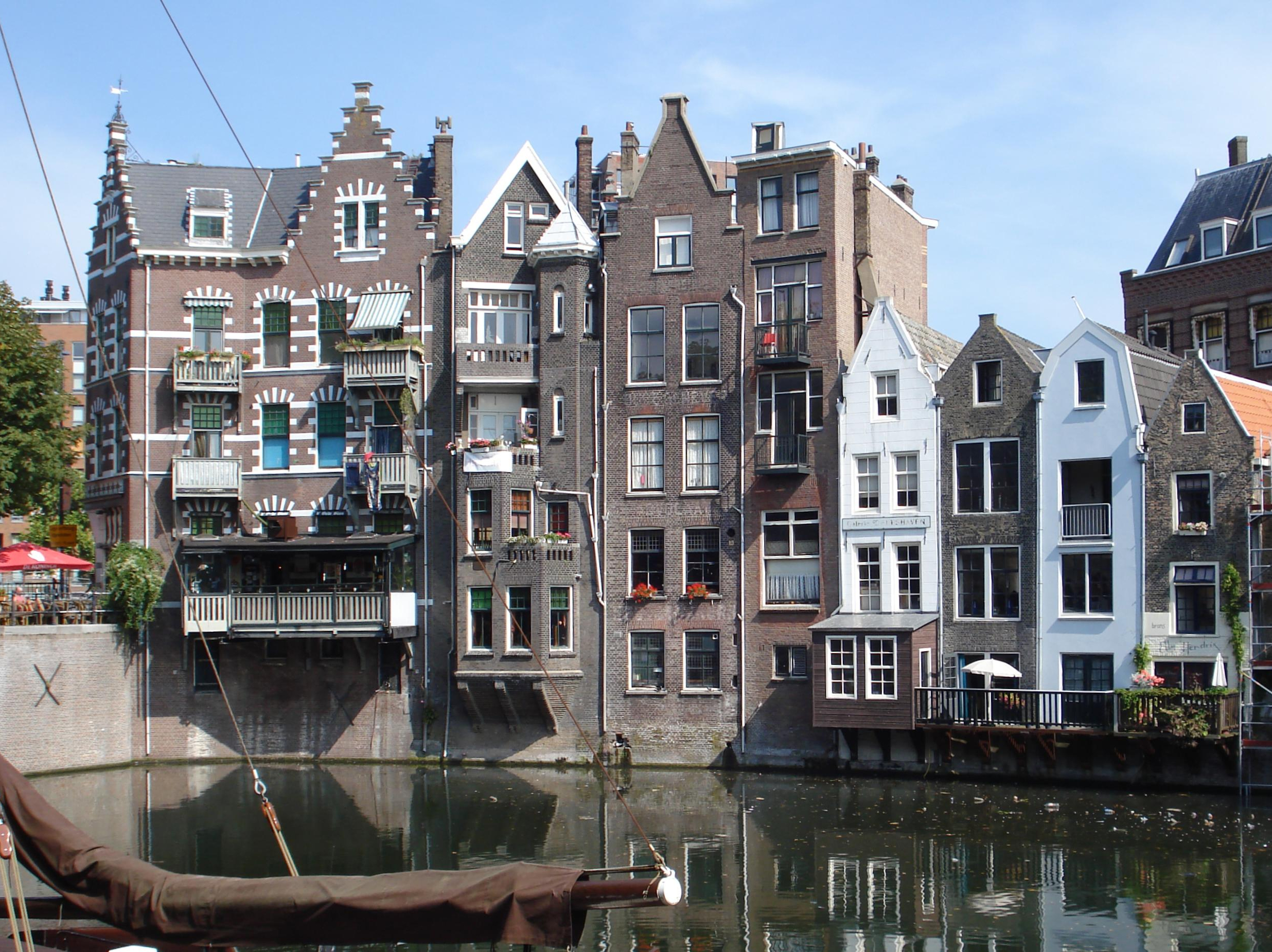
デルフスハーフェン
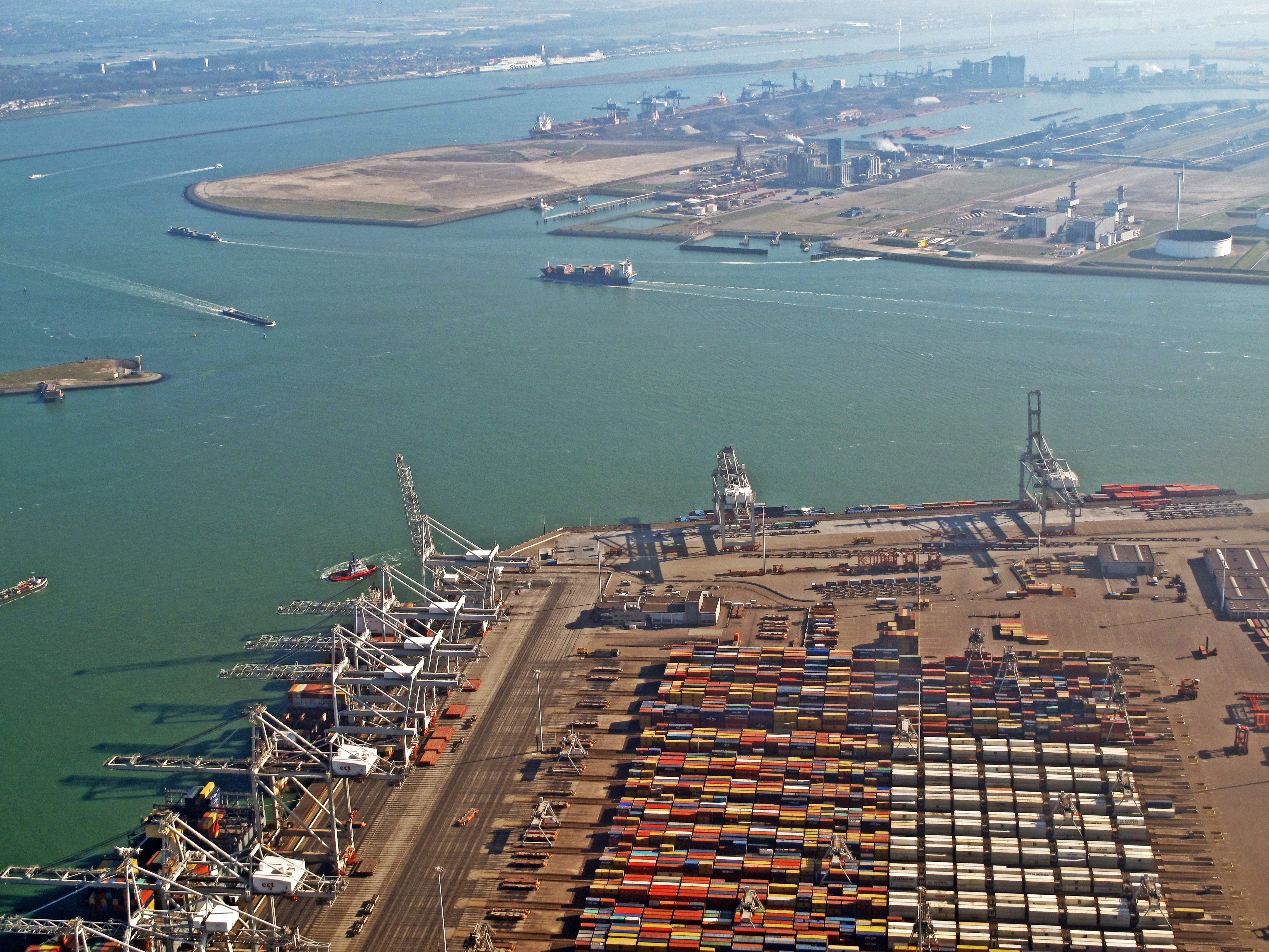
ロッテルダム港
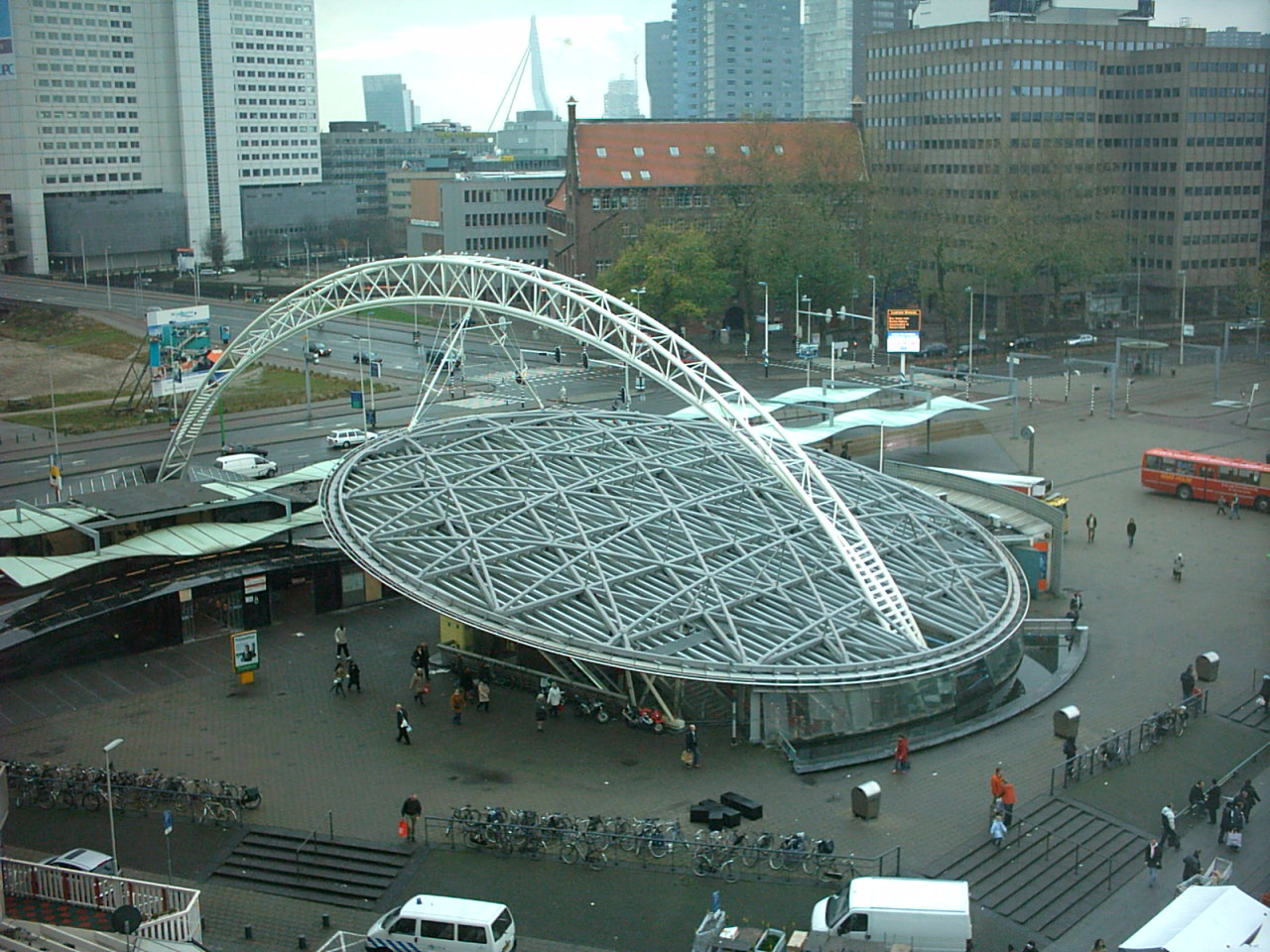
ロッテルダム、ブラーク駅